# Mesaj subliminal
Un mesaj subliminal este un semnal sau mesaj conceput să fie transmis sub limitele normale ale percepției. Acesta se află dincolo de nivelul conștient, dar excită foarte bine simțurile. Sugestiile subliminale acționează la fel ca și sugestiile hipnotice. De fiecare dată când ne confruntăm cu o alegere, putem decide în mod conștient ce decizie să luăm, în funcție de voința și de dorințele noastre; totuși, spiritul nostru inconștient nu are aceeași capacitate de analiză a informației și el acționează în funcție de datele pe care le-a primit ca și cum ele ar fi adevărate.
Subliminalul vizual Imaginile subliminale sunt invizibile la o viteză normală. Ochiul nu le va putea vedea decât dacă știe că există o imagine subliminală pe care să o caute și asupra căreia să se concentreze. Numai atunci va putea să o întrezărească și, chiar dacă nu a văzut-o înainte, acum, când știe unde este, va putea să o vizualizeze.
Subliminalul auditiv (sau sonor) nu se bazează pe durată, ca subliminalul vizual, ci pe intensitate; o frază difuzată la un nivel prea scăzut pentru a fi percepută în mod conștient este înregistrată și decodată de creier; de exemplu, atunci când ascultăm o melodie care conține mesaje subliminale, în general nu auzim decât melodia. 
Folosirea subliminalului Atunci când sugestiile sunt pozitive, rezultatele pozitive sunt uimitoare: relaxarea, atenuarea durerii, eliberarea de o sexualitate refulată, dobândirea unei gândiri pozitive, realizarea de performanțe sportive, încrederea în sine, reducerea depresiei, tratarea alcoolismului… Cel mai bun moment pentru ascultarea subliminalului este seara, înainte de culcare, sau dimineața, imediat după trezire, atunci când visele noastre au toate șansele să fie orientate în sensul reprogramării pe care o dorim.

### Efectivitate reală
O meta-analiză a deciziei de a cumpăra dintre două produse concurente a produs rezultate nesemnificante statistic.